# سرارپی تر-نرسسیان
سرارپی تر-نرسسیان (ارمنی: Սիրարփի Միհրանի Տեր-Ներսեսյան؛ انگلیسی: Sirarpie Der Nersessian ‏۵ سپتامبر ۱۸۹۶ – ۵ ژوئیهٔ ۱۹۸۹) تاریخ‌نگار هنر ارمنی‌تبار اهل فرانسه که در مطالعات ارمنستان و امپراتوری روم شرقی تخصص داشت. تر-نرسسیان یک استاد دانشگاه سرشناس و پیشگام در تاریخ هنر ارمنی بود. وی در چندین مؤسسه در ایالات متحده آمریکا از جمله کالج ولزلی در ماساچوست، و استاد هنر و باستان‌شناسی آنری فوکیلون در دانشگاه هاروارد تدریس نمود. معاون تر-نرسسیان همچنین عضو چندین مؤسسه بین‌المللی مانند آکادمی بریتانیا (۱۹۷۵)، فرهنگستان کتیبه‌شناسی و زبان‌های باستانی فرانسه (۱۹۷۸) و فرهنگستان ملی علوم ارمنستان (۱۹۶۶) بود.

## زندگی‌نامه
وی در ۵ سپتامبر ۱۸۹۶ در کنستانتینوپل به دنیا آمد و از دانشگاه سوربن و دانشگاه پاریس فارغ‌التحصیل شد. وی همچنین برندهٔ جوایزی همچون آنانیا شیراکاتسی شده است. وی در ۵ ژوئیهٔ ۱۹۸۹ در سن ۹۲ سالگی در پاریس درگذشت

## تالیفات
- Armenia and the Byzantine Empire. Cambridge, Massachusetts: Harvard University Press, 1945.
- Aght'amar: Church of the Holy Cross. Cambridge, Mass. : Harvard University Press, 1964.
- Armenian Manuscripts in the Walters Art Gallery. Baltimore: The Trustees, 1973.
- Armenian miniatures from Isfahan. Brussels: Les Editeurs d’Art Associés, 1986.
- The Armenians. New York: Praeger, 1969.
- (فرانسوی) L'Art arménien. Paris: Art européen. Publications filmées d'art et d'histoire, 1965.
- (فرانسوی) L'illustration du roman de Barlaam et Joasaph. Paris: de Boccard, 1937.
- Miniature Painting in the Armenian Kingdom of Cilicia from the Twelfth to the Fourteenth Century. Washington D.C. : Dumbarton Oaks Studies, 1993.